# Ферапонт (Пушкарёв)
Инок Ферапонт (в миру Владимир Леонидович Пушкарёв; 17 сентября 1955 — 18 апреля 1993) — монах Русской православной церкви, один из трёх насельников Оптиной Пустыни, убитых в пасхальное утро 1993 года (двое других — иеромонах Василий и инок Трофим).

## Биография

### Семья
Дед — Сергей Алексеевич Пушкарёв, председатель Эвенкийского национального округа Красноярского края, был атеистом в отличие от своей супруги — Марии Ивановны, верующей, боголюбивой женщины.
Отец — Леонид Сергеевич, в возрасте семнадцати лет ушёл на фронт, дошёл до Берлина. Вернувшись после войны домой, поступил на работу в Енисейское пароходство. Мать — Валентина Николаевна. Сёстры — Наталья и Татьяна.

### Детство
Владимир был крещён в возрасте 40 дней. Во время троекратного погружения в купель громко плакал, но успокоился и затих во время таинства миропомазания.
Рос спокойным, кротким мальчиком, очень любил рисовать.
В 1962 году семья Пушкаревых переехала в поселок Усмань Емельяновского района и вскоре — в близлежащий поселок Орджоникидзе.

### Юношество
Володя всё чаще стремился к уединению. Был склонен к необычному поведению, например, мог прийти в клуб босиком и в рабочей одежде.
В 1972 году поступил в Уярское профессионально-техническое училище, по окончании которого пошёл работать в Орджоникидзевский лесхоз. В 1975 году поступил в Шеломковское СПТУ-24, где выучился на шофёра. По окончании училища устроился на работу в Строительное управление № 37 в Мотыгинском районе. В ноябре был призван в армию — на Дальний Восток.
«Многие боятся смерти, — рассуждал Владимир. — Видимо, смерть несвойственна человеку, и может быть поэтому душа не желает соглашаться с мыслью о своем небытии? Нет, все же душа не умирает, но пребывает вечно».
Однажды встретился с женщиной, попавшей в аварию и пережившей клиническую смерть. По её совету прочитал третий том сочинений Игнатия Брянчанинова, в который вошло «Слово о смерти» и «О видении духов», житие преподобного Иова Почаевского и поучения старца Силуана Афонского.

### Оптина пустынь
Пришёл в Оптину пустынь в июне 1990 года пешком из Калуги. Подошел вечером к воротам обители, пал на колени и в таком положении был обнаружен на следующее утро монастырской братией. Был принят в обитель. На Кириопасху 1991 года был одет в подрясник, через полгода — на Покров Богородицы — пострижен в иночество. Жил сокровенно и строго, был настоящий аскет, постник и молчальник, творил непрестанно Иисусову молитву.

### Смерть
В 6 часов утра, ранним пасхальным утром 18 апреля 1993 года, после литургии, закончившейся в 5 часов 10 минут, иноки Ферапонт и Трофим отправились на звонницу. Тут же, на звоннице, спустя несколько минут инок Ферапонт был убит ударом кинжала в спину. Следом таким же образом был убит инок Трофим. Спустя несколько минут недалеко от звонницы убийца Николай Аверин также ударил кинжалом в спину иеромонаха Василия, который скончался спустя час от полученной раны.